# Asterixis
Unter einer Asterixis, bei Leberschädigung auch Flattertremor (engl. flapping tremor, von gr. ἀ- a- [privativum] + στήριξις stḗrixis, „in-stabile Position“), versteht man ein grobschlägiges Zittern der Hände, das vor allem bei toxisch oder stoffwechselbedingten (metabolischen) Hirnschädigungen (Enzephalopathien) auftritt. Es handelt sich dabei nicht um einen Tremor im eigentlichen Sinn, sondern um einen kurzzeitigen Tonusverlust der Muskulatur (negativer Myoklonus) gefolgt von einer reflektorischen Korrekturbewegung. Die Erstbeschreibung erfolgte 1949 durch Adams und Foley.

## Ursachen
Der Flattertremor tritt bei metabolischen Enzephalopathien auf, zum Beispiel bei Hepatischer Enzephalopathie, akutem Leberversagen oder Morbus Wilson. Seltener können auch ein Nierenversagen oder Medikamente die Ursache sein.

## Pathophysiologie
Die Asterixis ist eine von der Hirnschädigung ausgehende symptomatische Bewegungsstörung. Durch eine vorübergehende, kurze Hemmung der Strecker (Extensoren) der Unterarmmuskulatur kommt eine Beugung der Hände zustande. Die Hand fällt herab und wird sofort wieder durch eine schnelle Streckbewegung in Richtung ihrer Ausgangsstellung korrigiert. In den Beinen führt die Asterixis zu einer Störung des Stehens und Gehens einhergehend mit Stürzen.

## Erscheinungsbild
Der Flattertremor wird sichtbar, wenn man den Patienten auffordert, die Arme auszustrecken und die Hände mit gestreckten Fingern gerade zu halten. Dabei macht sich ein grobschlägiger Tremor bemerkbar, der sich durch plötzliche Beugungen (Flexionsbewegungen) im Handgelenk äußert, die rhythmisch oder arrhythmisch mit einer Frequenz von etwa 3–5 Hz auftreten. Diesen folgt eine reflektorische Korrekturbewegung. Bei seitlich gehaltenen Armen sieht es so aus, als würde der Patient mit den Flügeln schlagen. Die Bewegungen treten in der Regel beidseits auf, können jedoch auch asymmetrisch vorkommen.